# Nanguan
Nanguan (南关区,  Nánguān Qū) ist ein chinesischer Stadtbezirk in der Provinz Jilin im Nordosten der Volksrepublik China. Er gehört zum Verwaltungsgebiet der Unterprovinzstadt Changchun, der Provinzhauptstadt. Der Stadtbezirk hat eine Fläche von 535 km² und zählt 876.959 Einwohner (Stand: Zensus 2010).

## Administrative Gliederung
Auf Gemeindeebene setzt sich der Stadtbezirk aus vierzehn Straßenvierteln, drei Großgemeinden und einer Gemeinde zusammen.